# Антоновка (Конотопский район)
Анто́новка (укр. Антонівка) — село, Литвиновичский сельский совет, Конотопский район, Сумская область, Украина.
Код КОАТУУ — 5922685502. Население по переписи 2001 года составляло 16 человек .
После ликвидации Кролевецкого района 19 июля 2020 года село вошло в состав Конотопского района.

## Географическое положение
Село Антоновка находится на правом берегу реки Клевень, выше по течению на расстоянии в 2 км расположено село Щербиновка (Путивльский район), ниже по течению на расстоянии в 3 км расположено село Литвиновичи, на противоположном берегу — село Яцыно (Путивльский район).
Вокруг села много ирригационных каналов. через проходит автомобильная дорога Т-1911.